# Leichtathletik-Weltmeisterschaften 1991/400 m Hürden der Männer

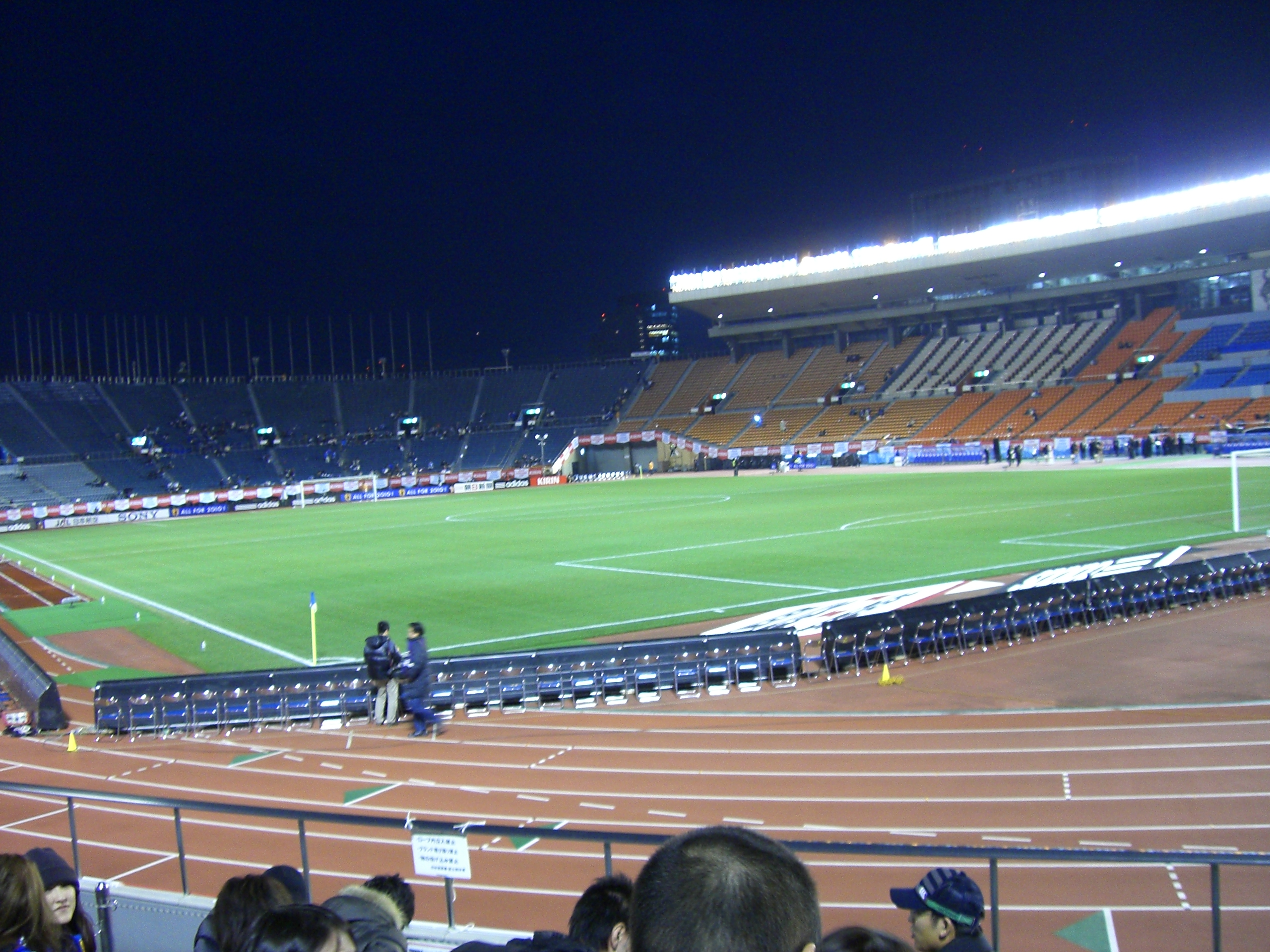
Das Olympiastadion in Tokio im Jahr 2008

Der 400-Meter-Hürdenlauf der Männer bei den Leichtathletik-Weltmeisterschaften 1991 wurde vom 25. bis 27. August 1991 im Olympiastadion der japanischen Hauptstadt Tokio ausgetragen.
Weltmeister wurde Samuel Matete aus Sambia. Er gewann vor dem Jamaikaner Winthrop Graham. Bronze ging an den amtierenden Europameister Kriss Akabusi aus Großbritannien.

## Rekorde

### Bestehende Rekorde
| Weltrekord               | 47,02 s | Edwin Moses | Koblenz, BR Deutschland | 31. August 1983   |
| Weltmeisterschaftsrekord | 47,46 s | Edwin Moses | WM 1987 in Rom, Italien | 1. September 1987 |

### Rekordverbesserungen
Der WM-Rekord wurde bei diesen Weltmeisterschaften nicht eingestellt und nicht verbessert.
Im Finale am 27. August gab es zwei Landesrekorde:
- 47,74 s – Winthrop Graham (Jamaika), Platz zwei
- 47,86 s – Kriss Akabusi (Großbritannien), Platz drei

## Vorrunde
25. August 1991, 17:30 Uhr
Die Vorrunde wurde in fünf Läufen durchgeführt. Die ersten beiden Athleten pro Lauf – hellblau unterlegt – sowie die darüber hinaus sechs zeitschnellsten Läufer – hellgrün unterlegt – qualifizierten sich für das Halbfinale.

### Vorlauf 1
| Platz | Name            | Nation      | Zeit (s) |
| ----- | --------------- | ----------- | -------- |
| 1     | Danny Harris    | USA         | 48,32    |
| 2     | Erick Keter     | Kenia       | 48,62    |
| 3     | Fabrizio Mori   | Italien     | 48,92    |
| 4     | Amadou Dia Bâ   | Senegal     | 49,77    |
| 5     | Olaf Hense      | Deutschland | 50,44    |
| 6     | Pedro Rodrigues | Portugal    | 50,50    |
| 7     | Marc Dollendorf | Belgien     | 51,45    |

### Vorlauf 2
| Platz | Name               | Nation         | Zeit (s) |
| ----- | ------------------ | -------------- | -------- |
| 1     | Kriss Akabusi      | Großbritannien | 48,79    |
| 2     | Wladimir Budko     | Sowjetunion    | 49,26    |
| 3     | Eronilde de Araújo | Brasilien      | 49,60    |
| 4     | Niklas Wallenlind  | Schweden       | 49,77    |
| 5     | Kazuhiko Yamazaki  | Japan          | 49,98    |
| 6     | Michael Grün       | Deutschland    | 50,30    |
| 7     | Ghulam Abbas       | Pakistan       | 52,83    |

### Vorlauf 3
| Platz | Name              | Nation      | Zeit (s) |
| ----- | ----------------- | ----------- | -------- |
| 1     | Kevin Young       | USA         | 49,08    |
| 2     | Gideon Yego       | Kenia       | 49,49    |
| 3     | Pedro Chiamulera  | Brasilien   | 49,67    |
| 4     | Yoshihiko Saitō   | Japan       | 49,89    |
| 5     | Alain Cuypers     | Belgien     | 50,21    |
| 6     | Antonio Smith     | Venezuela   | 50,59    |
| 7     | Carsten Köhrbrück | Deutschland | 50,88    |

### Vorlauf 4
| Platz | Name             | Nation           | Zeit (s) |
| ----- | ---------------- | ---------------- | -------- |
| 1     | Winthrop Graham  | Jamaika          | 49,13    |
| 2     | Sven Nylander    | Schweden         | 49,61    |
| 3     | Krasimir Demirev | Bulgarien        | 49,77    |
| 4     | Jozef Kucej      | Tschechoslowakei | 49,93    |
| 5     | Paolo Bellino    | Italien          | 50,74    |
| 6     | Ahmed Ghamen     | Ägypten          | 50,98    |
| 7     | Sylvain Moreau   | Frankreich       | 51,26    |
| 8     | Zed Abo Hamed    | Syrien           | 51,57    |

### Vorlauf 5
| Platz | Name            | Nation      | Zeit (s) |
| ----- | --------------- | ----------- | -------- |
| 1     | Samuel Matete   | Sambia      | 49,13    |
| 2     | Derrick Adkins  | USA         | 49,40    |
| 3     | Shunji Karube   | Japan       | 49,57    |
| 4     | Domingo Cordero | Puerto Rico | 49,60    |
| 5     | Mark Jackson    | Kanada      | 50,13    |
| 6     | Leigh Miller    | Australien  | 51,76    |
| DSQ   | Gideon Biwott   | Kenia       |          |

## Halbfinale
26. August 1991, 18:45 Uhr
Aus den beiden Halbfinalläufen qualifizierten sich die jeweils ersten vier Athleten – hellblau unterlegt – für das Finale.

### Halbfinallauf 1

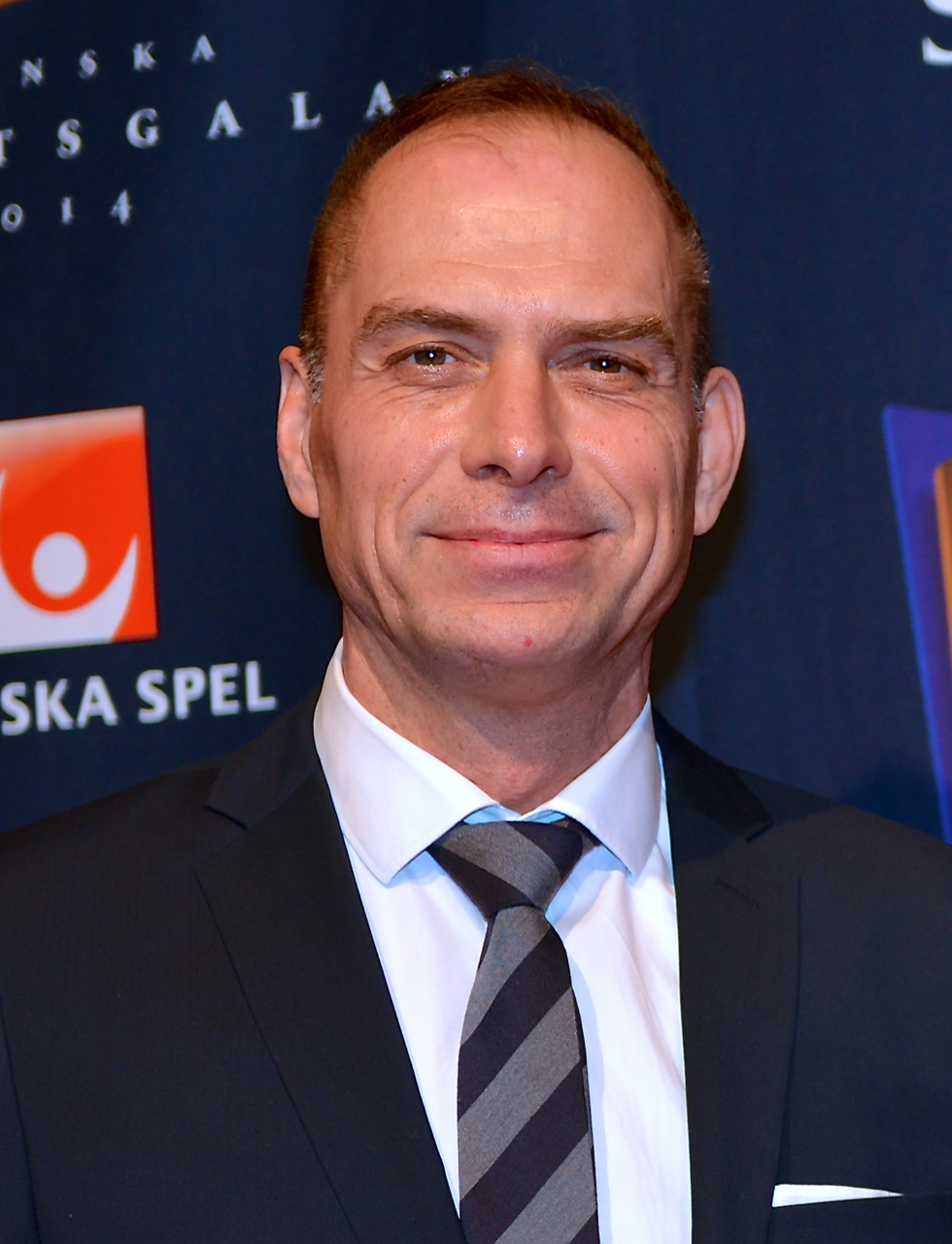
Platz sechs im zweiten Halbfinales reichte Sven Nylander (hier im Jahr 2014) nicht für die Teilnahme am Finale

| Platz | Name               | Nation    | Zeit (s) |
| ----- | ------------------ | --------- | -------- |
| 1     | Danny Harris       | USA       | 48,21    |
| 2     | Winthrop Graham    | Jamaika   | 48,31    |
| 3     | Derrick Adkins     | USA       | 49,37    |
| 4     | Niklas Wallenlind  | Schweden  | 49,81    |
| 5     | Eronilde de Araújo | Brasilien | 49,91    |
| 6     | Shunji Karube      | Japan     | 49,94    |
| 7     | Gideon Yego        | Kenia     | 50,07    |
| 8     | Fabrizio Mori      | Italien   | 50,70    |

### Halbfinallauf 2

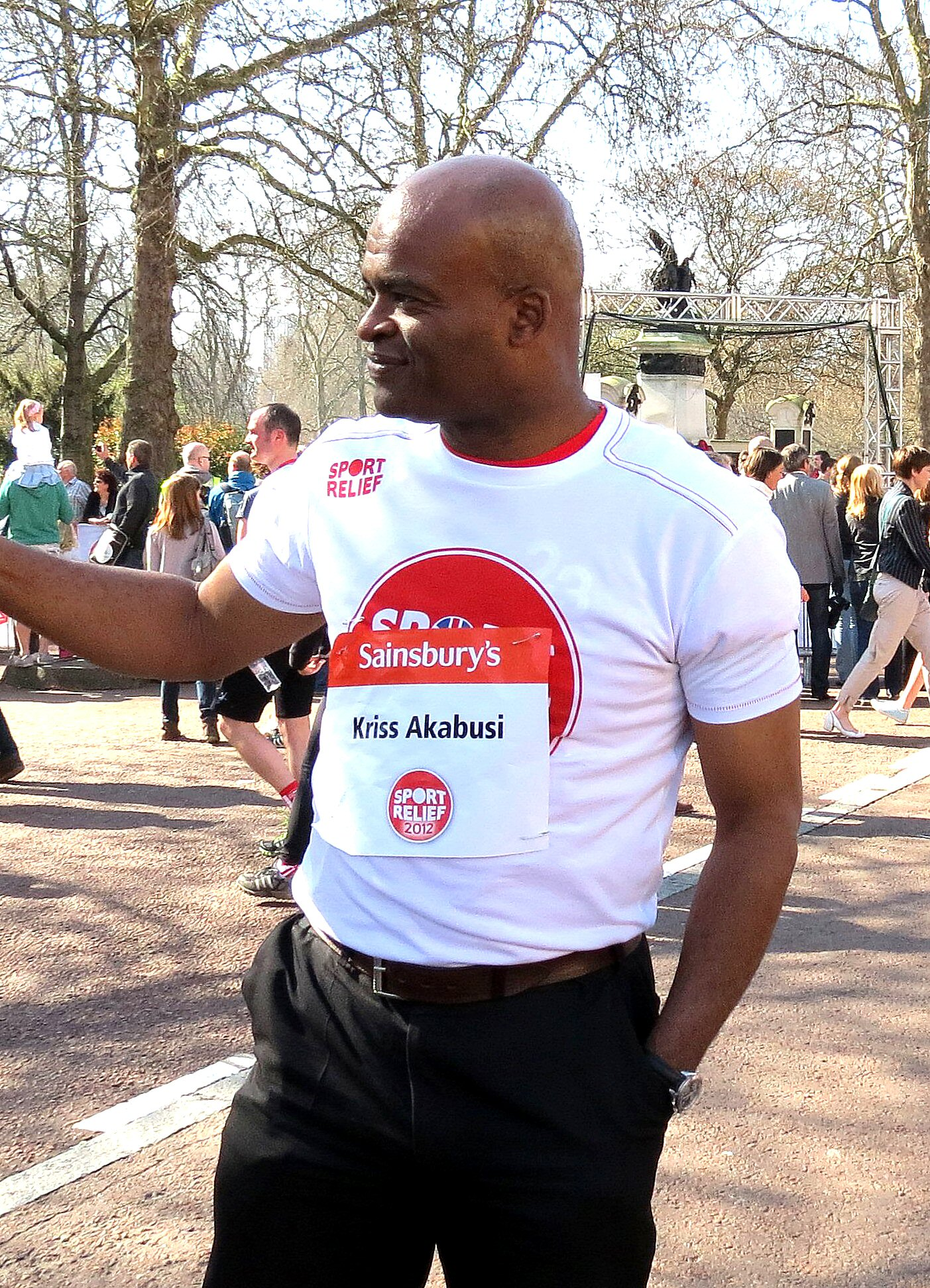
Kriss Akabusi (im Jahr 2012), amtierender Europameister, errang die Bronzemedaille

| Platz | Name             | Nation         | Zeit (s) |
| ----- | ---------------- | -------------- | -------- |
| 1     | Kriss Akabusi    | Großbritannien | 47,91    |
| 2     | Samuel Matete    | Sambia         | 48,30    |
| 3     | Kevin Young      | USA            | 48,39    |
| 4     | Erick Keter      | Kenia          | 48,47    |
| 5     | Wladimir Budko   | Sowjetunion    | 49,53    |
| 6     | Sven Nylander    | Schweden       | 49,59    |
| 7     | Domingo Cordero  | Puerto Rico    | 49,86    |
| 8     | Pedro Chiamulera | Brasilien      | 50,02    |

## Finale
27. August 1991, 18:00 Uhr
| Platz | Name              | Nation         | Zeit (s) |
| ----- | ----------------- | -------------- | -------- |
| 1     | Samuel Matete     | Sambia         | 47,64    |
| 2     | Winthrop Graham   | Jamaika        | 47,74 NR |
| 3     | Kriss Akabusi     | Großbritannien | 47,86 NR |
| 4     | Kevin Young       | USA            | 48,01    |
| 5     | Danny Harris      | USA            | 48,46    |
| 6     | Derrick Adkins    | USA            | 49,28    |
| 7     | Erick Keter       | Kenia          | 49,99    |
| 8     | Niklas Wallenlind | Schweden       | 50,28    |

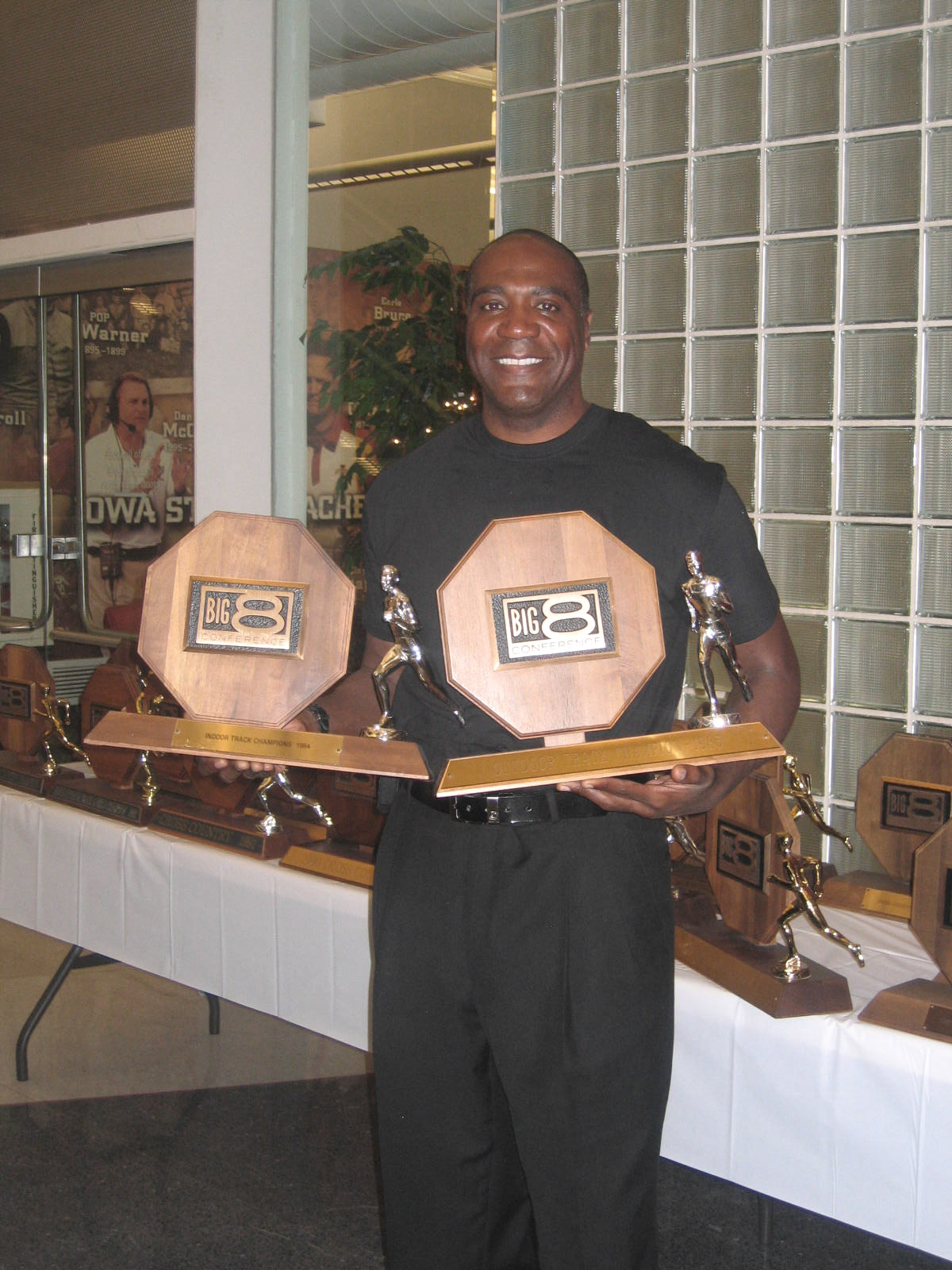
Danny Harris, 1984 Olympiazweiter und 1987 Vizeweltmeister, kam auf den fünften Platz
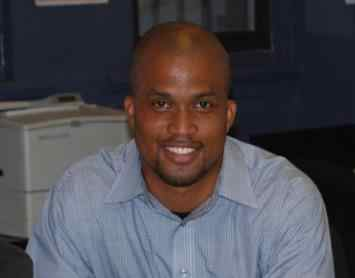
Derrick Adkins belegte Rang sechs – 1995 wurde er Weltmeister und 1996 Olympiasieger

## Video
- Men's 400m Hurdles Final World Champs in Tokyo 1991 auf youtube.com, abgerufen am 21. April 2020